# Gran Premio de España de Motociclismo de 1954
El Gran Premio de España de Motociclismo de 1954 fue la última prueba de la temporada 1954 del Campeonato Mundial de Motociclismo. El Gran Premio se disputó el 3 de octubre de 1954 en el Circuito de Montjuïch en Barcelona. El Gran Premio de España se vio devaluado por la ausencia de los equipos de fábrica de AJS, Norton y Gilera, que no aparecieron porque los títulos mundiales ya se habían decidido. Además, NSU no apareció, pero ese equipo se había retirado definitivamente después del fatal accidente de Rupert Hollaus en el entrenamiento de la Gran Premio de las Naciones.

## Resultados 500cc
Sin las Gileras y Norton, MV Agusta y Moto Guzzi podrían hacer un buen negocio. MV Agusta dio una cuatro cilindros a Luigi Taveri y también Carlo Bandirola y Nello Pagani asumieron el cargo. Bandirola fue el único que consiguió colarse en el podio. Sin ninguna oposición importante, Dale ganó por delante de Ken Kavanagh con la Moto Guzzi Quattro Cilindri. Pagani terminó tercero. El resto de los puntos se dividieron entre pilotos privados con Norton 30M. La carrera fue una batalla de desgaste, diez de los 21 participantes llegaron a la meta. Dale subió del undécimo al cuarto lugar en la general del Mundial.
| Pos.    | Piloto             | Equipo     | Tiempo/Retirado | Puntos |
| ------- | ------------------ | ---------- | --------------- | ------ |
| 1       | Dickie Dale        | MV Agusta  | 1h 51' 55" 3    | 8      |
| 2       | Ken Kavanagh       | Moto Guzzi | +39" 9          | 6      |
| 3       | Nello Pagani       | MV Agusta  | +48" 2          | 4      |
| 4       | Tommy Wood         | Norton     | +1 Vuelta       | 3      |
| 5       | Auguste Goffin     | Norton     | +1 Vuelta       | 2      |
| 6       | Harold Clark       | Norton     | +1 Vuelta       | 1      |
| 7       | Alfredo Flores     | Norton     | +1 Vuelta       |        |
| 8       | Joe Glazebrook     | Norton     | +2 Vueltas      |        |
| 9       | Rudolf Knees       | Norton     | +4 Vueltas      |        |
| 10      | Bob Matthews       | Norton     | +5 Vueltas      |        |
| Ret     | Phil Heath         | Norton     | Ret             |        |
| Ret     | Luigi Taveri       | MV Agusta  | Ret             |        |
| Ret     | Duilio Agostini    | Moto Guzzi | Ret             |        |
| Ret     | Peter Knees        | BMW        | Ret             |        |
| Ret     | Francisco González | Clúa       | Ret             |        |
| Ret     | Georg Braun        | Horex      | Ret             |        |
| Ret     | Carlo Bandirola    | MV Agusta  | Ret             |        |
| Ret     | Fergus Anderson    | Moto Guzzi | Ret             |        |
| Ret     | John Astor Storr   | Norton     | Ret             |        |
| Ret     | John Grace         | Norton     | Ret             |        |
| Ret     | Antonio Creus      | Norton     | Ret             |        |
| Fuente: |                    |            |                 |        |

## Resultados 350cc
De los campeones del mundo, solo Fergus Anderson estuvo presente en España. Había abandonado la carrera de 500cc, pero ganó su cuarta carrera de 350cc de la temporada por más de medio minuto por delante de Duilio Agostini y del gibraltareño John Grace. Trece de los dieciocho que tomaron la salida llegaron a la meta.
| Pos.    | Piloto           | Equipo     | Tiempo/Retirado | Puntos |
| ------- | ---------------- | ---------- | --------------- | ------ |
| 1       | Fergus Anderson  | Moto Guzzi | 1h 25' 44" 90   | 8      |
| 2       | Duilio Agostini  | Moto Guzzi | +0" 37          | 6      |
| 3       | John Grace       | Norton     | +8" 59          | 4      |
| 4       | Georg Braun      | NSU        | +2' 00" 39      | 3      |
| 5       | Bob Matthews     | Velocette  | +1 Vuelta       | 2      |
| 6       | Auguste Goffin   | Norton     | +1 Vuelta       | 1      |
| 7       | Karl Lottes      | DKW        | +1 Vuelta       |        |
| 8       | Walter Reichert  | NSU        | +1 Vuelta       |        |
| 9       | Rudi Stein       | NSU        | +2 Vueltas      |        |
| 10      | John Astor Storr | Norton     | +2 Vueltas      |        |
| 11      | Alfredo Flores   | Velocette  | +2 Vueltas      |        |
| 12      | Rudi Knees       | Norton     | +3 Vueltas      |        |
| 13      | Kurt Knopf       | NSU        | +5 Vueltas      |        |
| Ret     | Joe Glazebrook   | AJS        | Ret             |        |
| Ret     | Harold Clark     | Norton     | Ret             |        |
| Ret     | Phil Heath       | AJS        | Ret             |        |
| Ret     | Antonio Creus    | Norton     | Ret             |        |
| Ret     | Ken Kavanagh     | Moto Guzzi | Ret             |        |
| Fuente: |                  |            |                 |        |

## Resultados 125cc
Sin el equipo de NSU, se esperaba una victoria de Carlo Ubbiali con la MV Agusta 125 Bialbero. Ubbiali también realizó la vuelta rápida pero se retiró. Tarquinio Provini, que había finalizado segundo en el GP de las Naciones. Aunque Provini entrenó con la Mondial 125 Bialbero pero decidió correr con la Mondial 125 Monoalbero. Ganó la carrera por delante de Roberto Colombo y escaló al cuarto lugar de la clasificación final de la general. Los privados con MV Agusta 125 Monoalbero abandonaron todos, lo que provocó que varios pilotos españoles con motos españolas anotaran puntos como José Antonio Elizalde y Juan Bertrand con Montesa, Arturo Paragues con una Lube (NSU) y Gabriel Corsín con una MV Avello (MV Agusta ). Siete de los diecisiete participantes llegaron a la meta.
| Pos. | Piloto                | Moto       | Tiempo/Retirado | Puntos |  |
| ---- | --------------------- | ---------- | --------------- | ------ |  |
| 1    | Tarquinio Provini     | FB Mondial | 59' 05" 80      | 8      |  |
| 2    | Roberto Colombo       | MV Agusta  | +1' 21" 66      | 6      |  |
| 3    | José Antonio Elizalde | Montesa    | +1 Vueltas      | 4      |  |
| 4    | Juan Bertrand         | Montesa    | +1 Vueltas      | 3      |  |
| 5    | Arturo Paragues       | Lube       | +2 Vueltas      | 2      |  |
| 6    | Gabriel Corsín        | MV Avelló  | +2 Vueltas      | 1      |  |
| 7    | Dick Renooy           | Eysink     | +3 Vueltas      |        |  |
| Ret  | Juan Puig             | MV Agusta  | Ret             |        |  |
| Ret  | Marcelo Cama          | Montesa    | Ret             |        |  |
| Ret  | Fron Purslow          | Triumph    | Ret             |        |  |
| Ret  | Juan Atorrasagasti    | MV Agusta  | Ret             |        |  |
| Ret  | Carlo Ubbiali         | MV Agusta  | Ret             |        |  |
| Ret  | Guido Sala            | MV Agusta  | Ret             |        |  |
| Ret  | Karl Lottes           | MV Agusta  | Ret             |        |  |
| Ret  | John Grace            | Montesa    | Ret             |        |  |
| Ret  | Francisco González    | Clúa       | Ret             |        |  |
| Ret  | Hubert Luttenberger   | MV Agusta  | Ret             |        |  |
| Ret  | Enrique Sirera        | Montesa    | Ret             |        |  |